# Джильда Муза
Джильда Муза (італ. Gilda Musa; 1926, Форлімпополі — 26 лютого1999, Мілан) — італійська письменниця, автор науково-фантастичних творів, лірик, журналіст, есеїст і перекладач.

## Біографія
Джильда Муза народилася у невеликому містечку Романья на півночі Італії. Батько — Ромео Муза  (італ. Romeo Musa), був дереворитом, займався технікою гравірування на дереві.
Джильда вивчала німецьку літературу в Гайдельберзі. Після отримання звання доктора наук, вона назавжди переселяється у Мілан і працює журналістом. У 1953 році виходить її перша збірка поезії — «Il porto quieto».
Джильда Муза вийшла заміж за письменника і журналіста Інізеро Кремаскі (італ. Inisero Cremaschi), у співавторстві з яким, написала два науково-фантастичні романи і кілька оповідань.

## Творчість

### Поезія
- Il porto quieto (1953)
- Morte di volo (1957)
- Poesia tedesca del dopoguerra (1958)
- Le armi (1959)
- Amici e nemici (1961)
- Gli onori della cronaca: 1961—1962 (1964)
- La notte artificiale (1965)
- Lettere senza francobollo (1972)

### Романи
- Печери Марса (італ. Le grotte di Marte) — спільно з Інізеро Кремаскі, 1974
- Домашні хащі (італ. Giungla domestica) — 1975
  - Видання німецькою мовою: Der häusliche Dschungel. Übersetzt von Hilde Linnert. Heyne SF&F #4098, 1984, ISBN 3-453-31058-6.
- Досьє іншопланетян (італ. Dossier extraterrestri) — спільно з Інізеро Кремаскі, 1978
- Fondazione «Id» (1981)
- L'arma invisibile (1982)

### Збірки
- Strategie (1968)
- Esperimento donna (1979)
- La farfalla sul soffitto (1988)
- Festa sull'asteroid (1972)

### Оповідання
- L'unico abitabile (1963)
- Memoria totale (1963)
- Max (1964)
- Trenta colonne di zeri (1964)
- Esperimento donna (інша назва — Su Libria: sesso senza amore, Terrestrizzazione, 1964)
- Racconto a sei mani (спільно з Анною Рінонаполі (італ. Anna Rinonapoli) й Інізеро Кремаскі, 1964)
- Amanti della scienza (1968)
- Più o meno una macchina (1968)
- I traditori (1968)
- Tempi diversi (1972)
- Abhorrens (1972)
- Festa sull'asteroide (1972)
- Alla ricerca dei Likiani (1973)
- Gli uomini del garage (спільно з Іназеро Кремаскі, 1975)
- Mascherature parallele (інші назви — Marinella super, Una in grigio, una in rosa, 1976)
- Girotondo con il cadavere (1976)
- Pirati spaziali (1977)
- Il museo dei figli della Terra (інша назва Gli ex-bambini, 1978)
- Visto dall'alto, da lontano (1978)
- Ultimo quarto di luna sul mare (1979)
- Davanti a una siepe di more (1979)
- Archeologia vivente (1979)
- L'invito (1979)
- Proprietà privata (1979)
- Memorie di una nave (1980)
- Il castello, la fattoria, le macerie (1980)
- Creature prodigio (1983)
- Non andare sull'isola (1986)
- La farfalla sul soffitto (1988)
- La pianista azzurra (1988)
- Oltre il promontorio (1988)
- Il colore della colpa (1988)
- Avventura nel verde (1988)
- Silvano e la luna (1988)
- Musica perduta (1988)
- Lui e l'altro (1988)
- Villaggio di montagna sotto la neve (1988)
- Velia nelle dodici zone (1988)
- L'uomo che c'era e non c'era (1992)